# Éva Marton
Éva Marton (přechýleně Martonová), rozená Éva Heinrich (* 18. června 1943, Budapešť) je maďarská operní pěvkyně (nejdříve lyrický soprán, později dramatičtější soprán).

## Život
Vystudovala zpěv na Akademii Franze Liszta v Budapešti. Po kariéře v budapešťské opeře v letech 1968 až 1972, kde začínala v roli carevny Šemaši v opeře Zlatý kohoutek od Nikolaje Rimského-Korsakova, roku 1972 hrála ve frankfurtské opeře hraběnku Almavivu ve Figarově svatbě, kterou dirigoval Christoph von Dohnanyi. Ve stejném roce zpívala Matildu v Rossiniho Vilému Tellovi, představení dirigoval Riccardo Muti. Potom se vrátila do Budapešti, kde zpívala Odabellu ve Verdiho Attilovi. Ve Vídeňské státní opeře účinkovala roku 1973 v Pucciniho Tosce.
Zanedlouho se stala Éva Marton mezinárodně proslulou sopranistkou a účinkovala na různých koutech světa jako třeba v Paříži, Londýně, Mnichově, Stuttgartu, Berlíně, Hamburku, Miláně, Curychu, New Yorku, Chicagu, San Francisku, Buenos Aires atd.
Dokázala vystupovat v operách lyrických, ovšem i třeba v dramatičtějším repertoáru. Jejími interprety byli Wolfgang Amadeus Mozart, Umberto Giordano, Amilcare Ponchielli, Giacomo Puccini, Richard Wagner nebo Leoš Janáček.
V roce 2005 ztvárnila v Barceloně roli Kostelničky v Janáčkově Její pastorkyni.
Měla čest se setkat a pracovat světoznámými dirigenty a operními pěvci. Za svůj vydala plno kazet a publikací na CD.
Éva Marton je od roku 2005 vedoucí pěvecké fakulty Hudební akademie Franze Liszta v Budapešti, kde od roku 2006 působí jako profesorka zpěvu. Je vdaná za chirurga Zoltána Martona.

## Ocenění
- Roku 1987 byla oceněna Stříbrnou růží v Miláně
- Roku 1987 jí byl udělen profesionální titul Rakouského komorního zpěváka
- Léta páně 1991 Čestný člen Vídeňské státní opery
- 1997 Kossuthova cena v Maďarsku
- 2003 Řád za zásluhy Maďarské republiky

## Diskografie
- Puccini: Tosca, 1976
- Puccini: Manon Lescaut, 1978
- Richard Strauss: Elektra, 1980 (režie: Wolfgang Sawallisch )
- Beethoven: Fidelio, 1983
- Puccini: Turandot, 1983
- Giordano: Andrea Chénier, 1986
- Giordano: Fedora, 1986
- Boito: Mefistofeles, 1988
- Wagner: Die Walküre, 1988 ( dirigent: Bernard Haitink )
- Wagner: Siegfried, 1990 (režie: Bernard Haitink)
- Catalani: La Wally, 1990
- Respighi : Semirama, 1990
- Richard Strauss: Salome, 1990
- Wagner: Götterdämmerung, 1991 (dirigent: Bernard Haitink)
- Mascagni: Cavalleria rusticana, 1996
- Albéniz: Merlin, 2004
- Janáček: Její pastorkyňa, 2005